# Jan Kuyckx
Jan Kuyckx, nacido el 20 de mayo de 1979 en Hasselt, es un ex ciclista profesional belga. Fue profesional entre 2005 y 2012. 

## Palmarés
2001
- 1 etapa del Baby Giro

2004
- 2 etapas de la Vuelta a La Rioja
- 1 etapa de la Vuelta a Austria

2005
- 1 etapa de la Vuelta a Bélgica

2008
- 1 etapa de la Estrella de Bessèges

2010
- Gran Premio del 1 de Mayo

## Resultados en las grandes vueltas
| Carrera         | 2005 | 2006  | 2007 | 2008 | 2009 | 2010 | 2011 | 2012 |
| --------------- | ---- | ----- | ---- | ---- | ---- | ---- | ---- | ---- |
| Giro de Italia  | -    | 133.º | -    | -    | -    | -    | -    | -    |
| Tour de Francia | -    | -     | -    | -    | -    | -    | -    | -    |
| Vuelta a España | -    | -     | -    | -    | -    | -    | -    | -    |
| Mundial en Ruta | -    | -     | -    | -    | -    | -    | -    | -    |

-: no participa

Ab.: abandono